# كيتلي نويل
كيتلي نويل (بالفرنسية: Kettly Noël)‏ (مواليد 1966 في بورت أو برانس)، هي مُمثلة وراقصة هايتية.

## وصلات خارجية
- كيتلي نويل على موقع IMDb (الإنجليزية)
- كيتلي نويل على موقع ألو سيني (الفرنسية)
- كيتلي نويل على موقع قاعدة بيانات الفيلم (الإنجليزية)